# Loconville
Loconville és un municipi francès, situat al departament de l'Oise i a la regió dels Alts de França. L'any 2007 tenia 330 habitants.

## Demografia

### Població
El 2007 la població de fet de Loconville era de 330 persones. Hi havia 113 famílies de les quals 12 eren unipersonals (8 homes vivint sols i 4 dones vivint soles), 38 parelles sense fills, 59 parelles amb fills i 4 famílies monoparentals amb fills.
La població ha evolucionat segons el següent gràfic:
Habitants censats

### Habitatges
El 2007 hi havia 126 habitatges, 115 eren l'habitatge principal de la família, 7 eren segones residències i 4 estaven desocupats. 111 eren cases i 16 eren apartaments. Dels 115 habitatges principals, 94 estaven ocupats pels seus propietaris, 16 estaven llogats i ocupats pels llogaters i 5 estaven cedits a títol gratuït; 5 tenien dues cambres, 26 en tenien tres, 26 en tenien quatre i 57 en tenien cinc o més. 89 habitatges disposaven pel capbaix d'una plaça de pàrquing. A 56 habitatges hi havia un automòbil i a 52 n'hi havia dos o més.

### Piràmide de població
La piràmide de població per edats i sexe el 2009 era:
| Homes | Edats   | Dones |
| ----- | ------- | ----- |
| 0     | 95 o +  | 0     |
| 0     | 90 a 94 | 0     |
| 0     | 85 a 89 | 4     |
| 4     | 80 a 84 | 4     |
| 0     | 75 a 79 | 4     |
| 0     | 70 a 74 | 0     |
| 4     | 65 a 69 | 0     |
| 12    | 60 a 64 | 8     |
| 12    | 55 a 59 | 8     |
| 4     | 50 a 54 | 16    |
| 4     | 45 a 49 | 24    |
| 12    | 40 a 44 | 4     |
| 4     | 35 a 39 | 4     |
| 12    | 30 a 34 | 8     |
| 12    | 25 a 29 | 12    |
| 12    | 20 a 24 | 8     |
| 12    | 15 a 19 | 20    |
| 4     | 10 a 14 | 8     |
| 4     | 5 a 9   | 0     |
| 0     | 0 a 4   | 0     |

## Economia
El 2007 la població en edat de treballar era de 216 persones, 163 eren actives i 53 eren inactives. De les 163 persones actives 146 estaven ocupades (81 homes i 65 dones) i 16 estaven aturades (5 homes i 11 dones). De les 53 persones inactives 19 estaven jubilades, 15 estaven estudiant i 19 estaven classificades com a «altres inactius».

### Ingressos
El 2009 a Loconville hi havia 110 unitats fiscals que integraven 318 persones, la mediana anual d'ingressos fiscals per persona era de 21.091 €.

### Activitats econòmiques
Dels 7 establiments que hi havia el 2007, 2 eren d'empreses de construcció, 1 d'una empresa de transport, 1 d'una empresa d'informació i comunicació, 1 d'una empresa financera, 1 d'una empresa immobiliària i 1 d'una empresa de serveis.
Dels 3 establiments de servei als particulars que hi havia el 2009, 1 era un paleta, 1 electricista i 1 agència immobiliària.
L'any 2000 a Loconville hi havia 3 explotacions agrícoles que ocupaven un total de 657 hectàrees.

## Equipaments sanitaris i escolars
El 2009 hi havia una escola elemental integrada dins d'un grup escolar amb les comunes properes formant una escola dispersa.

## Poblacions més properes
El següent diagrama mostra les poblacions més properes.